# 埃德温·拉姆齐
埃德温·普莱斯·拉姆齐中校 （英語：Edwin Price Ramsey，1917年5月9日—2013年3月7日）是一名美国陆军军官，并在二战日本占领菲律宾期间担任当地游击队领袖。在战争早期曾领导了美国军事历史上的最后一次骑兵冲锋。

## 早年生活
拉姆齐出生于美国伊利诺伊州的卡莱尔。2岁时，他全家搬迁到了堪萨斯州的埃尔多拉多，十年后又搬到了威奇托。他的父亲因为家暴妻子被捕入狱后自杀。之后，母亲成为了一名皮肤科医生，并在后来经营起了属于自己的诊所。他的姐姐娜蒂·B·拉姆齐成为了美国邮政历史上首批2名女货运飞行员，并在二战中运送战斗机和轰炸机。
1938年5月，拉姆齐毕业于俄克拉荷马军事学院学习骑兵。他随后进入俄克拉荷马大学攻读法学。但1941年，他的姐姐因飞机失事受伤，为了看护姐姐，他不得不暂停学业，并就地参军。

## 第二次世界大战
1941年2月，拉姆齐少尉被分配到加利福尼亚州坎波的第11骑兵团。 随后出于对马球的热爱，他抓住机会加入了隶属于美军菲律宾侦察部队的菲律宾第 26 骑兵团。拉姆齐回忆说：“……我甚至不知道菲律宾在哪，只知道那是一个位于热带的温暖国家，有一支优秀的马球队。”在日本偷袭珍珠港前一天，他正代表俄克拉荷马军事学院马球队与菲律宾马球队比赛，并最终输掉；而这场比赛的裁判正是乔纳森·温莱特少将（在麦克阿瑟逃往澳大利亚后，由他接管美军西南太平洋地区指挥部）。
太平洋战争爆发后，拉姆齐的骑兵部队被派往马尼拉附近的海滩驻防、防止日军登陆。由于一路都是山地，他的马匹不得不由卡车装运行军。所幸除了12月17日遭遇日军轰炸外，其部队并未与日军有任何正面冲突。12月末，拉姆齐接到命令随大部队南撤。1942年1月9日，拉姆齐奉命为菲律宾战役中撤退的美军侦察撤退环境。
1942年1月16日，拉姆齐在巴丹岛莫龙村侦查时，他发现了在此地修整的日军部队和正在渡河的数百名日军，而他率领手下只有27名骑兵。尽管没有重火力和也没有兵力优势，他依然发起了美军历史上的最后一次骑兵冲锋。日军受到惊吓溃败而逃，败逃的日军阻止了更多日军过河。直到增援到来前，他的骑兵排在炮火下坚持了5小时，拉姆齐本人也中了一枪。因为这次行动，他被授予银星勋章和紫心勋章。
巴丹半岛沦陷后，由于被日军围困、缺乏食物，拉姆齐骑兵队的马匹被充当为食物。他和约瑟夫·巴克（Joseph Barker）上尉调往新建制途中，美军已经向日军投降了。辗转一段时间后，他们最终与当时正在吕宋岛中部组织游击队的克劳德·索普（Claude Thorp）中校汇合。由于拥有电台，索普中校获得了美军的物资支持。索普将吕宋岛划分为4个战区，拉姆齐的军衔比巴克低，故被派往中央吕宋岛游击区（East Central Luzon Guerrilla Area）。这一区域从马尼拉一直到林加延湾。。由于缺乏阵地战所需的兵力和物资，也没有游击战的理论和经验，两人向菲律宾共产主义游击队学习了毛泽东主席的《论持久战》，并将其精神发扬光大。日军不堪游击队袭扰，透过麦克阿瑟的宣传获悉了游击队的指挥将领，先后俘虏了负责指挥的索普和巴克，两人遭受日军残酷审问后依然没有供出游击队的相关情报，最终被残忍杀害。拉姆齐随后成为了吕宋中部游击队的名义总指挥，并幸运地躲过了日军的一次次斩首行动。两位前指挥先后被捕后，吕宋岛的游击队陷入混乱，拉姆齐的指挥部一度失去了电台，后来获得了棉兰老岛美军游击队领袖温德尔·费蒂格支援的自制电台，才最终重新与上级取得联系。在拉姆齐的带领下，游击队避敌锋芒、隐藏实力、努力修整，逐渐成长到接近4万人。除缴获的武器外，拉姆齐部也开始学习费蒂格部，开始自制武器和物资来投入战斗（“我们锯掉钢管自制散弹枪”）。他领导的游击队也在战时宣传和情报工作上有突出贡献。
1944年10月，拉姆齐收到麦克阿瑟的命令，要求他在美军登陆菲律宾前对日军发起破坏行动。蛰伏已久的吕宋游击队在拉姆齐的带领下倾巢而动，成功攻占或破坏了日军的武器库、油库、港口、仓库等军用设施。但随后拉姆齐却收到消息：登陆取消了。这是因为麦克阿瑟遭遇了日军的神风敢死队，不得不推迟吕宋登陆。由于暴露实力，游击队遭到日军反扑报复，遭受重创。在逃避日军追捕途中，拉姆齐患上了阑尾炎，不得不在没有麻醉的情况下进行了阑尾炎手术，利用密林忍着剧痛逃出生天后，用威士忌替代麻药镇痛。
1945年1月初，盟军终于登陆吕宋岛。30日，拉姆齐手下的菲律宾游击队与美军配合攻陷了甲万纳瑞战俘营，解救了超过500名盟军战俘，通过幸存者的讲述世人才知道了令人发指的巴丹死亡行军。6月13日，出于对其游击活动的表彰，麦克阿瑟亲自授予拉姆齐杰出服役十字勋章。
到1943年，拉姆齐已经是少校军衔，并在回美国前不久被提拔为中校。菲律宾的磨难让拉姆齐的身体饱经摧残——到了1945年1月，他的体重仅剩93英磅（42）只有他出国前的一半——他花了将近一年才从疟疾、痢疾等疾病中康复，并最终于1946年出院。

## 战后
战后，拉姆齐返回俄克拉荷马大学完成了法学学位。他曾任休斯飞机公司日本远东分部副总裁。并随后在台湾和菲律宾的电子和咨询公司担任领导。退休后，他定居在了加利福尼亚州。
1990年，他出版了与人合著的回忆录《拉姆齐中尉的战争：从骑兵到游击队指挥官》。（英語：Lieutenant Ramsey's War: From Horse Soldier to Guerrilla Commander）

## 个人生活
1948年，他与法国驻马尼拉大使的女儿玛德琳·威洛凯（Madeleine Willoquet）结婚，并育有4个孩子，最终于20世纪70年代离婚。1979年，他又与拉奎尔·拉米雷斯（Raquel Ramirez）结婚。
2013年3月7日，埃德温·普莱斯·拉姆齐因自然原因离世，享年95岁。6月28日被以军礼埋葬在阿灵顿国家公墓。